# Will D. Campbell
Will Davis Campbell (* 18. Juli 1924 in Amite County; † 3. Juni 2013 in Nashville) war ein US-amerikanischer Geistlicher, Bürgerrechtler und Autor.

## Leben
Will Campbell wuchs im ländlichen Mississippi auf, wo seine Familie sich im frühen 19. Jahrhundert niedergelassen hatte. Er fühlte sich früh zum geistlichen Amt berufen und wurde als Siebzehnjähriger in einer Baptistenkirche ordiniert. Nachdem er 1941 bis 1943 am Louisiana College studiert hatte, diente er als Mediziner im Pazifiktheater des Zweiten Weltkriegs. Während seines Kriegsdienstes machte ihn Howard Fasts Roman Freedom Road auf die Probleme der Afroamerikaner in den Vereinigten Staaten aufmerksam. Nach dem Krieg setzte er sein Studium am Wake Forest College fort und machte 1952 seinen Bachelor of Divinity an der Yale University.
Campbell verließ seine erste Kirche in Taylor, einer kleinen Ortschaft im Norden Louisianas, schon nach anderthalb Jahren. Seine Predigten, in denen er sich positiv über die Arbeiter- und Bürgerrechtsbewegungen äußerte und vor Joseph McCarthy warnte, waren in seiner Gemeinde nicht gut angekommen. Stattdessen nahm er 1954 eine Stelle als Director of Religious Life an der University of Mississippi an, wo er die Studenten anregen wollte, die Rassentrennung zu hinterfragen.
Seine kritische Haltung gegenüber den Jim-Crow-Gesetzen führte schon bald zu heftigen Kontroversen. So lud Campbell 1956 eine Reihe weißer, linker Geistlicher zur „Religious Emphasis Week“ ein, einer alljährliche Veranstaltung an der Universität. Diese sollten den Studenten den Widerspruch zwischen christlicher Nächstenliebe und dem Rassismus aufzeigen. Als jedoch öffentlich wurde, dass auch Alvin Kershaw, ein Befürworter der NAACP, eingeladen worden war, löste dies einen Aufschrei unter den Befürwortern der Rassentrennung in Mississippi aus. Kershaw wurde vorgeworfen, die Jugend zu verderben und ein Verräter an der „weißen Rasse“ zu sein; der Universität wurde mit einer Kürzung der Geldmittel gedroht. Unterstützung erfuhr er jedoch von der Studentenvertretung und einigen liberaleren Priestern und Journalisten, die die Meinungsfreiheit Kershaws bedroht sahen. Letzten Endes entschied sich der Kanzler der Hochschule J. D. Williams, die Einladung Kershaws zurückzuziehen. Im Folgenden gaben der Soziologe Morton B. King und der Politikwissenschaftler William Buchanan ihre Professuren an der University of Mississippi beziehungsweise dem Starkville College aus Protest auf; die weiteren Gäste lehnten auf Anregung Campbells in Solidarität mit Kershaw ihre Einladung zur Religious Emphasis Week ab. An Stelle von Seminaren und Vorlesungen besuchten die Studenten also von Campbell geleitete Gottesdienste. Der Historiker Charles W. Eagles urteilt, dass die Ereignisse rund um die Religious Emphasis Week von 1956 Campbell gegen die Rassentrennung radikalisierten. Aus Frust über den „Wahnsinn von Mississippi“ (englisch Mississippi Madness) – den Rassismus – gab er seinen Posten an der Universität im Mai 1965 auf und wurde stattdessen ein Beauftragter für Rassenbeziehungen für den National Council of Churches.
Mit dem neuen Posten ging ein verstärktes Engagement für die Bürgerrechtsbewegung einher. Auf Reisen durch die Südstaaten schloss er Freundschaften mit bedeutenden Aktivisten wie James Lawson und setzte sich für die Rechte der Schwarzen ein. So eskortierte er 1957 die Little Rock Nine auf ihrem Weg in die Central High School, die sie als erste schwarze Jugendliche besuchen wollten, und unterstützte die Birmingham-Kampagne. 1956 war er der einzige Weiße auf der Gründungskonferenz der Southern Christian Leadership Conference. Zugleich warnte Campbell davor, Rassisten zu dämonisieren. Er hielt solch ein Verhalten wegen dem Prinzip der Feindesliebe für unchristlich. Seine Auffassung des Christentums fasste er mit dem Ausspruch zusammen: „Wir sind alle Bastarde, aber Gott liebt uns trotzdem“ (englisch We’re all bastards but God loves us anyway.).
Campbell war in den folgenden Jahren vor allem als Autor aktiv. Bekannt ist besonders seine Autobiographie Brother to a Dragonfly, in der er ausführlich von seiner Beziehung zu seinem Bruder Joseph berichtet. Das Buch wurde 1978 für den National Book Award nominiert. Weitere Werke sind Forty Acres and a Goat, The Glad River, Cecelia’s Sin, Providence, The Convention, The Stem of Jesse, und And Also with You. Des Weiteren wirkte er mehrere Jahre lang als Mitherausgeber der theologischen Zeitschrift Katallagete: Be Reconciled.
Im Jahr 2000 verlieh der Präsident Bill Clinton ihm die National Humanities Medal. Campbell verstarb 2013 an den Folgen eines Schlaganfalls.